# Ceratina cucurbitina
Ceratina cucurbitina är en biart som först beskrevs av Rossi 1792.  Ceratina cucurbitina ingår i släktet märgbin, och familjen långtungebin. Inga underarter finns listade.

## Beskrivning
Ett tämligen litet, 6 till 9 mm långt bi med helsvart kropp. Till skillnad från många andra mörka eller svarta arter i samma släkte har denna art ingen metallglans.

## Ekologi
Ceratina cucurbitina föredrar habitat som skogsbryn, trädesåkrar, sandfält i inlandet, torr och varm, outnyttjad mark (ruderat) och även bebyggelse, förutsatt att där finns tillgång på de växtstänglar den behöver för sitt bobyggande. Den undviker höglänta områden, och håller sig vanligen under 500 m. Flygtiden varar från maj till hösten; biet är inte särskilt specialiserat vad gäller näringsväxter, utan besöker blommor från familjerna ärtväxter, rosväxter, strävbladiga växter och klockväxter.

### Fortplantning
Som alla märgbin inrättar honan sitt larvbo i märgen på växtstänglar. Då märgbina är små bin, med svaga käkar, utnyttjar de redan avbrutna stänglar. Ett utgrävt larvbo innehåller flera celler i rad, med honan placerad i mynningen där hon vaktar larvcellerna. Hon dör vanligen på sin post. Arten övervintrar som fullbildad insekt.

## Utbredning
Utbredningsområdet omfattar Syd- och Mellaneuropa. Inga fynd är gjorda i Skandinavien.